# I Follow Rivers
I follow rivers is een single van de Zweedse singer-songwriter Lykke Li.

## Lykke Li
I follow rivers is een single van de Zweedse singer-songwriter Lykke Li, afkomstig van het studioalbum Wounded rhymes. Het nummer werd op 21 januari 2011 uitgegeven bij Atlantic Records. 
In 2012 werd het nummer bekend in Europa: The Magician maakte een remix van het nummer die de hitlijsten behaalde in verschillende landen, waaronder België, Nederland, Denemarken en Frankrijk.

### Nummers
| Nr. | Titel                                  | Duur |
| --- | -------------------------------------- | ---- |
| 1.  | I Follow Rivers                        | 3:21 |
| 2.  | I Follow Rivers (Subliminal Kid Remix) | 4:41 |
| 3.  | I Follow Rivers (Sitek Remix)          | 6:42 |
| 4.  | I Follow Rivers (Magician Remix)       | 3:58 |

### Hitnoteringen

#### Nederlandse Top 40
| Positie: | 23 | 19 | 18 | 10 | 7  | 6  | 5  | 4  | 3  | 3  | 2  | 2  | 2  | 3   | 3 |
| Week:    | 16 | 17 | 18 | 19 | 20 | 21 | 22 | 23 | 24 | 25 | 26 | 27 | 28 |     |   |
| Positie: | 3  | 3  | 3  | 7  | 7  | 5  | 7  | 11 | 12 | 16 | 20 | 28 | 39 | uit |   |

#### NederlandseSingle Top 100
| Hitnotering: 03-12-2011 t/m 03-11-2012 | Hitnotering: 03-12-2011 t/m 03-11-2012 | Hitnotering: 03-12-2011 t/m 03-11-2012 | Hitnotering: 03-12-2011 t/m 03-11-2012 | Hitnotering: 03-12-2011 t/m 03-11-2012 | Hitnotering: 03-12-2011 t/m 03-11-2012 | Hitnotering: 03-12-2011 t/m 03-11-2012 | Hitnotering: 03-12-2011 t/m 03-11-2012 | Hitnotering: 03-12-2011 t/m 03-11-2012 | Hitnotering: 03-12-2011 t/m 03-11-2012 | Hitnotering: 03-12-2011 t/m 03-11-2012 | Hitnotering: 03-12-2011 t/m 03-11-2012 | Hitnotering: 03-12-2011 t/m 03-11-2012 | Hitnotering: 03-12-2011 t/m 03-11-2012 | Hitnotering: 03-12-2011 t/m 03-11-2012 | Hitnotering: 03-12-2011 t/m 03-11-2012 | Hitnotering: 03-12-2011 t/m 03-11-2012 | Hitnotering: 03-12-2011 t/m 03-11-2012 |
| Week:                                  | 1                                      | 2                                      | 3                                      | 4                                      | 5                                      | 6                                      | 7                                      | 8                                      | 9                                      | 10                                     | 11                                     | 12                                     | 13                                     | 14                                     | 15                                     | 16                                     | 17                                     |
| -------------------------------------- | -------------------------------------- | -------------------------------------- | -------------------------------------- | -------------------------------------- | -------------------------------------- | -------------------------------------- | -------------------------------------- | -------------------------------------- | -------------------------------------- | -------------------------------------- | -------------------------------------- | -------------------------------------- | -------------------------------------- | -------------------------------------- | -------------------------------------- | -------------------------------------- | -------------------------------------- |
| Positie:                               | 96                                     | 75                                     | 23                                     | 17                                     | 16                                     | 6                                      | 11                                     | 15                                     | 9                                      | 6                                      | 5                                      | 3                                      | 3                                      | 3                                      | 4                                      | 3                                      | 3                                      |
| Week:                                  | 18                                     | 19                                     | 20                                     | 21                                     | 22                                     | 23                                     | 24                                     | 25                                     | 26                                     | 27                                     | 28                                     | 29                                     | 30                                     | 31                                     | 32                                     | 33                                     | 34                                     |
| Positie:                               | 4                                      | 4                                      | 4                                      | 7                                      | 7                                      | 5                                      | 7                                      | 9                                      | 17                                     | 19                                     | 22                                     | 31                                     | 29                                     | 35                                     | 34                                     | 30                                     | 43                                     |
| Week:                                  | 35                                     | 36                                     | 37                                     | 38                                     | 39                                     | 40                                     | 41                                     | 42                                     | 43                                     | 44                                     | 45                                     | 46                                     | 47                                     | 48                                     | 49                                     |                                        |                                        |
| Positie:                               | 50                                     | 59                                     | 62                                     | 70                                     | 64                                     | 54                                     | 64                                     | 65                                     | 64                                     | 63                                     | 61                                     | 64                                     | 68                                     | 66                                     | 79                                     | uit                                    |                                        |

#### VlaamseUltratop 50
| Hitnotering: (Week 1 t/m 44) 03-09-2011 t/m 30-06-2012 Hitnotering: (Week 45) 21-07-2012 Hitnotering: (Week 46 t/m 47) 18-08-2012 t/m 25-08-2012 | Hitnotering: (Week 1 t/m 44) 03-09-2011 t/m 30-06-2012 Hitnotering: (Week 45) 21-07-2012 Hitnotering: (Week 46 t/m 47) 18-08-2012 t/m 25-08-2012 | Hitnotering: (Week 1 t/m 44) 03-09-2011 t/m 30-06-2012 Hitnotering: (Week 45) 21-07-2012 Hitnotering: (Week 46 t/m 47) 18-08-2012 t/m 25-08-2012 | Hitnotering: (Week 1 t/m 44) 03-09-2011 t/m 30-06-2012 Hitnotering: (Week 45) 21-07-2012 Hitnotering: (Week 46 t/m 47) 18-08-2012 t/m 25-08-2012 | Hitnotering: (Week 1 t/m 44) 03-09-2011 t/m 30-06-2012 Hitnotering: (Week 45) 21-07-2012 Hitnotering: (Week 46 t/m 47) 18-08-2012 t/m 25-08-2012 | Hitnotering: (Week 1 t/m 44) 03-09-2011 t/m 30-06-2012 Hitnotering: (Week 45) 21-07-2012 Hitnotering: (Week 46 t/m 47) 18-08-2012 t/m 25-08-2012 | Hitnotering: (Week 1 t/m 44) 03-09-2011 t/m 30-06-2012 Hitnotering: (Week 45) 21-07-2012 Hitnotering: (Week 46 t/m 47) 18-08-2012 t/m 25-08-2012 | Hitnotering: (Week 1 t/m 44) 03-09-2011 t/m 30-06-2012 Hitnotering: (Week 45) 21-07-2012 Hitnotering: (Week 46 t/m 47) 18-08-2012 t/m 25-08-2012 | Hitnotering: (Week 1 t/m 44) 03-09-2011 t/m 30-06-2012 Hitnotering: (Week 45) 21-07-2012 Hitnotering: (Week 46 t/m 47) 18-08-2012 t/m 25-08-2012 | Hitnotering: (Week 1 t/m 44) 03-09-2011 t/m 30-06-2012 Hitnotering: (Week 45) 21-07-2012 Hitnotering: (Week 46 t/m 47) 18-08-2012 t/m 25-08-2012 | Hitnotering: (Week 1 t/m 44) 03-09-2011 t/m 30-06-2012 Hitnotering: (Week 45) 21-07-2012 Hitnotering: (Week 46 t/m 47) 18-08-2012 t/m 25-08-2012 | Hitnotering: (Week 1 t/m 44) 03-09-2011 t/m 30-06-2012 Hitnotering: (Week 45) 21-07-2012 Hitnotering: (Week 46 t/m 47) 18-08-2012 t/m 25-08-2012 | Hitnotering: (Week 1 t/m 44) 03-09-2011 t/m 30-06-2012 Hitnotering: (Week 45) 21-07-2012 Hitnotering: (Week 46 t/m 47) 18-08-2012 t/m 25-08-2012 | Hitnotering: (Week 1 t/m 44) 03-09-2011 t/m 30-06-2012 Hitnotering: (Week 45) 21-07-2012 Hitnotering: (Week 46 t/m 47) 18-08-2012 t/m 25-08-2012 | Hitnotering: (Week 1 t/m 44) 03-09-2011 t/m 30-06-2012 Hitnotering: (Week 45) 21-07-2012 Hitnotering: (Week 46 t/m 47) 18-08-2012 t/m 25-08-2012 | Hitnotering: (Week 1 t/m 44) 03-09-2011 t/m 30-06-2012 Hitnotering: (Week 45) 21-07-2012 Hitnotering: (Week 46 t/m 47) 18-08-2012 t/m 25-08-2012 | Hitnotering: (Week 1 t/m 44) 03-09-2011 t/m 30-06-2012 Hitnotering: (Week 45) 21-07-2012 Hitnotering: (Week 46 t/m 47) 18-08-2012 t/m 25-08-2012 | Hitnotering: (Week 1 t/m 44) 03-09-2011 t/m 30-06-2012 Hitnotering: (Week 45) 21-07-2012 Hitnotering: (Week 46 t/m 47) 18-08-2012 t/m 25-08-2012 |
| Week: | 1 | 2 | 3 | 4 | 5 | 6 | 7 | 8 | 9 | 10 | 11 | 12 | 13 | 14 | 15 | 16 | 17 |
| --- | --- | --- | --- | --- | --- | --- | --- | --- | --- | --- | --- | --- | --- | --- | --- | --- | --- |
| Positie: | 44 | 42 | 29 | 28 | 20 | 19 | 18 | 4 | 2 | 2 | 2 | 1 | 1 | 1 | 2 | 2 | 2 |
| Week: | 18 | 19 | 20 | 21 | 22 | 23 | 24 | 25 | 26 | 27 | 28 | 29 | 30 | 31 | 32 | 33 | 34 |
| Positie: | 3 | 1 | 3 | 3 | 3 | 5 | 5 | 7 | 8 | 15 | 12 | 24 | 23 | 29 | 31 | 27 | 29 |
| Week: | 35 | 36 | 37 | 38 | 39 | 40 | 41 | 42 | 43 | 44 | | 45 | | 46 | 47 | | |
| Positie: | 25 | 35 | 36 | 40 | 44 | 49 | 41 | 42 | 41 | 42 | uit | 49 | uit | 50 | 47 | uit | |

## Triggerfinger
Op 12 januari 2012 trad de Belgische band Triggerfinger op in het ochtendprogramma van Giel Beelen (GIEL) op de Nederlandse radiozender 3FM. Hierin brachten ze een eigen versie van het nummer I follow rivers. Op 24 februari 2012 werd het nummer als downloadbare versie uitgebracht, een week later kwam de single in de top tien binnen van zowel de Nederlandse Single Top 100 als de Vlaamse Ultratop 50. Op 8 december 2012 won Triggerfinger met hun coverversie bij de Music Industry Awards 2012 de MIA voor Hit van het jaar.

### Hitnoteringen

#### Nederlandse Top 40
| Positie: | 24 | 3  | 2  | 1  | 1  | 1  | 1  | 1  | 1  | 2  | 2  | 4  | 4  | 6   | 7 |
| Week:    | 16 | 17 | 18 | 19 | 20 | 21 | 22 | 23 | 24 | 25 | 26 | 27 | 28 |     |   |
| Positie: | 11 | 11 | 11 | 14 | 20 | 24 | 27 | 30 | 33 | 39 | 39 | 38 | 38 | uit |   |

#### NederlandseSingle Top 100
| Hitnotering: 03-03-2012 t/m 23-02-2013 | Hitnotering: 03-03-2012 t/m 23-02-2013 | Hitnotering: 03-03-2012 t/m 23-02-2013 | Hitnotering: 03-03-2012 t/m 23-02-2013 | Hitnotering: 03-03-2012 t/m 23-02-2013 | Hitnotering: 03-03-2012 t/m 23-02-2013 | Hitnotering: 03-03-2012 t/m 23-02-2013 | Hitnotering: 03-03-2012 t/m 23-02-2013 | Hitnotering: 03-03-2012 t/m 23-02-2013 | Hitnotering: 03-03-2012 t/m 23-02-2013 | Hitnotering: 03-03-2012 t/m 23-02-2013 | Hitnotering: 03-03-2012 t/m 23-02-2013 | Hitnotering: 03-03-2012 t/m 23-02-2013 | Hitnotering: 03-03-2012 t/m 23-02-2013 | Hitnotering: 03-03-2012 t/m 23-02-2013 | Hitnotering: 03-03-2012 t/m 23-02-2013 | Hitnotering: 03-03-2012 t/m 23-02-2013 | Hitnotering: 03-03-2012 t/m 23-02-2013 | Hitnotering: 03-03-2012 t/m 23-02-2013 |
| Week:                                  | 1                                      | 2                                      | 3                                      | 4                                      | 5                                      | 6                                      | 7                                      | 8                                      | 9                                      | 10                                     | 11                                     | 12                                     | 13                                     | 14                                     | 15                                     | 16                                     | 17                                     | 18                                     |
| -------------------------------------- | -------------------------------------- | -------------------------------------- | -------------------------------------- | -------------------------------------- | -------------------------------------- | -------------------------------------- | -------------------------------------- | -------------------------------------- | -------------------------------------- | -------------------------------------- | -------------------------------------- | -------------------------------------- | -------------------------------------- | -------------------------------------- | -------------------------------------- | -------------------------------------- | -------------------------------------- | -------------------------------------- |
| Positie:                               | 6                                      | 1                                      | 1                                      | 1                                      | 1                                      | 1                                      | 1                                      | 1                                      | 1                                      | 1                                      | 2                                      | 2                                      | 2                                      | 6                                      | 7                                      | 10                                     | 9                                      | 11                                     |
| Week:                                  | 19                                     | 20                                     | 21                                     | 22                                     | 23                                     | 24                                     | 25                                     | 26                                     | 27                                     | 28                                     | 29                                     | 30                                     | 31                                     | 32                                     | 33                                     | 34                                     | 35                                     | 36                                     |
| Positie:                               | 13                                     | 11                                     | 12                                     | 16                                     | 17                                     | 25                                     | 32                                     | 15                                     | 15                                     | 17                                     | 23                                     | 16                                     | 27                                     | 28                                     | 25                                     | 29                                     | 31                                     | 34                                     |
| Week:                                  | 37                                     | 38                                     | 39                                     | 40                                     | 41                                     | 42                                     | 43                                     | 44                                     | 45                                     | 46                                     | 47                                     | 48                                     | 49                                     | 50                                     | 51                                     | 52                                     |                                        |                                        |
| Positie:                               | 11                                     | 31                                     | 45                                     | 45                                     | 58                                     | 43                                     | 51                                     | 45                                     | 23                                     | 44                                     | 53                                     | 53                                     | 50                                     | 43                                     | 69                                     | 89                                     | uit                                    |                                        |

### VlaamseUltratop 50
| Hitnotering: (Week 1 t/m 31) 03-03-2012 t/m 29-09-2012 Hitnotering: (Week 32) 13-10-2012 Hitnotering: (Week 33 t/m 44) 10-11-2012 t/m 26-01-2013 | Hitnotering: (Week 1 t/m 31) 03-03-2012 t/m 29-09-2012 Hitnotering: (Week 32) 13-10-2012 Hitnotering: (Week 33 t/m 44) 10-11-2012 t/m 26-01-2013 | Hitnotering: (Week 1 t/m 31) 03-03-2012 t/m 29-09-2012 Hitnotering: (Week 32) 13-10-2012 Hitnotering: (Week 33 t/m 44) 10-11-2012 t/m 26-01-2013 | Hitnotering: (Week 1 t/m 31) 03-03-2012 t/m 29-09-2012 Hitnotering: (Week 32) 13-10-2012 Hitnotering: (Week 33 t/m 44) 10-11-2012 t/m 26-01-2013 | Hitnotering: (Week 1 t/m 31) 03-03-2012 t/m 29-09-2012 Hitnotering: (Week 32) 13-10-2012 Hitnotering: (Week 33 t/m 44) 10-11-2012 t/m 26-01-2013 | Hitnotering: (Week 1 t/m 31) 03-03-2012 t/m 29-09-2012 Hitnotering: (Week 32) 13-10-2012 Hitnotering: (Week 33 t/m 44) 10-11-2012 t/m 26-01-2013 | Hitnotering: (Week 1 t/m 31) 03-03-2012 t/m 29-09-2012 Hitnotering: (Week 32) 13-10-2012 Hitnotering: (Week 33 t/m 44) 10-11-2012 t/m 26-01-2013 | Hitnotering: (Week 1 t/m 31) 03-03-2012 t/m 29-09-2012 Hitnotering: (Week 32) 13-10-2012 Hitnotering: (Week 33 t/m 44) 10-11-2012 t/m 26-01-2013 | Hitnotering: (Week 1 t/m 31) 03-03-2012 t/m 29-09-2012 Hitnotering: (Week 32) 13-10-2012 Hitnotering: (Week 33 t/m 44) 10-11-2012 t/m 26-01-2013 | Hitnotering: (Week 1 t/m 31) 03-03-2012 t/m 29-09-2012 Hitnotering: (Week 32) 13-10-2012 Hitnotering: (Week 33 t/m 44) 10-11-2012 t/m 26-01-2013 | Hitnotering: (Week 1 t/m 31) 03-03-2012 t/m 29-09-2012 Hitnotering: (Week 32) 13-10-2012 Hitnotering: (Week 33 t/m 44) 10-11-2012 t/m 26-01-2013 | Hitnotering: (Week 1 t/m 31) 03-03-2012 t/m 29-09-2012 Hitnotering: (Week 32) 13-10-2012 Hitnotering: (Week 33 t/m 44) 10-11-2012 t/m 26-01-2013 | Hitnotering: (Week 1 t/m 31) 03-03-2012 t/m 29-09-2012 Hitnotering: (Week 32) 13-10-2012 Hitnotering: (Week 33 t/m 44) 10-11-2012 t/m 26-01-2013 | Hitnotering: (Week 1 t/m 31) 03-03-2012 t/m 29-09-2012 Hitnotering: (Week 32) 13-10-2012 Hitnotering: (Week 33 t/m 44) 10-11-2012 t/m 26-01-2013 | Hitnotering: (Week 1 t/m 31) 03-03-2012 t/m 29-09-2012 Hitnotering: (Week 32) 13-10-2012 Hitnotering: (Week 33 t/m 44) 10-11-2012 t/m 26-01-2013 | Hitnotering: (Week 1 t/m 31) 03-03-2012 t/m 29-09-2012 Hitnotering: (Week 32) 13-10-2012 Hitnotering: (Week 33 t/m 44) 10-11-2012 t/m 26-01-2013 | Hitnotering: (Week 1 t/m 31) 03-03-2012 t/m 29-09-2012 Hitnotering: (Week 32) 13-10-2012 Hitnotering: (Week 33 t/m 44) 10-11-2012 t/m 26-01-2013 |
| Week: | 1 | 2 | 3 | 4 | 5 | 6 | 7 | 8 | 9 | 10 | 11 | 12 | 13 | 14 | 15 | 16 |
| --- | --- | --- | --- | --- | --- | --- | --- | --- | --- | --- | --- | --- | --- | --- | --- | --- |
| Positie: | 10 | 1 | 1 | 1 | 1 | 1 | 1 | 1 | 2 | 2 | 3 | 6 | 7 | 11 | 13 | 12 |
| Week: | 17 | 18 | 19 | 20 | 21 | 22 | 23 | 24 | 25 | 26 | 27 | 28 | 29 | 30 | 31 | |
| Positie: | 16 | 16 | 23 | 18 | 19 | 22 | 23 | 28 | 30 | 34 | 35 | 47 | 37 | 43 | 48 | uit |
| Week: | 32 | | 33 | 34 | 35 | 36 | 37 | 38 | 39 | 40 | 41 | 42 | 43 | 44 | | |
| Positie: | 45 | uit | 40 | 45 | 37 | 44 | 42 | 23 | 20 | 19 | 18 | 18 | 39 | 44 | uit | |

### VlaamseRadio 2 Top 30
| Hitnotering: 03-03-2012 t/m 21-07-2012 | Hitnotering: 03-03-2012 t/m 21-07-2012 | Hitnotering: 03-03-2012 t/m 21-07-2012 | Hitnotering: 03-03-2012 t/m 21-07-2012 | Hitnotering: 03-03-2012 t/m 21-07-2012 | Hitnotering: 03-03-2012 t/m 21-07-2012 | Hitnotering: 03-03-2012 t/m 21-07-2012 | Hitnotering: 03-03-2012 t/m 21-07-2012 | Hitnotering: 03-03-2012 t/m 21-07-2012 | Hitnotering: 03-03-2012 t/m 21-07-2012 | Hitnotering: 03-03-2012 t/m 21-07-2012 | Hitnotering: 03-03-2012 t/m 21-07-2012 | Hitnotering: 03-03-2012 t/m 21-07-2012 | Hitnotering: 03-03-2012 t/m 21-07-2012 | Hitnotering: 03-03-2012 t/m 21-07-2012 | Hitnotering: 03-03-2012 t/m 21-07-2012 | Hitnotering: 03-03-2012 t/m 21-07-2012 | Hitnotering: 03-03-2012 t/m 21-07-2012 | Hitnotering: 03-03-2012 t/m 21-07-2012 | Hitnotering: 03-03-2012 t/m 21-07-2012 | Hitnotering: 03-03-2012 t/m 21-07-2012 | Hitnotering: 03-03-2012 t/m 21-07-2012 | Hitnotering: 03-03-2012 t/m 21-07-2012 |
| Week:                                  | 1                                      | 2                                      | 3                                      | 4                                      | 5                                      | 6                                      | 7                                      | 8                                      | 9                                      | 10                                     | 11                                     | 12                                     | 13                                     | 14                                     | 15                                     | 16                                     | 17                                     | 18                                     | 19                                     | 20                                     | 21                                     |                                        |
| -------------------------------------- | -------------------------------------- | -------------------------------------- | -------------------------------------- | -------------------------------------- | -------------------------------------- | -------------------------------------- | -------------------------------------- | -------------------------------------- | -------------------------------------- | -------------------------------------- | -------------------------------------- | -------------------------------------- | -------------------------------------- | -------------------------------------- | -------------------------------------- | -------------------------------------- | -------------------------------------- | -------------------------------------- | -------------------------------------- | -------------------------------------- | -------------------------------------- | -------------------------------------- |
| Positie:                               | 27                                     | 15                                     | 3                                      | 1                                      | 1                                      | 1                                      | 1                                      | 1                                      | 1                                      | 1                                      | 3                                      | 4                                      | 6                                      | 8                                      | 15                                     | 16                                     | 19                                     | 23                                     | 28                                     | 29                                     | 30                                     | uit                                    |

### NPO Radio 2 Top 2000
| Nummer met noteringen in de NPO Radio 2 Top 2000 | '12 | '13 | '14 | '15 | '16 | '17 | '18 | '19 | '20 | '21 | '22 | '23  | '24  |
| ------------------------------------------------ | --- | --- | --- | --- | --- | --- | --- | --- | --- | --- | --- | ---- | ---- |
| I Follow Rivers                                  | 79  | 130 | 206 | 343 | 475 | 601 | 854 | 777 | 509 | 777 | 951 | 1134 | 1338 |

1. ↑  Een vetgedrukt getal geeft de hoogste notering aan.
2. ↑  2012 was het eerste jaar met een notering voor dit nummer.